# 南昆山角蟾
南昆山角蟾（学名：Boulenophrys nankunensis），一种于中华人民共和国广东省惠州市龙门县南昆山发现的两栖动物，等地区的两栖动物，隶属于角蟾科布角蟾属。其种加词“nankunensis”意为“南昆山的”。

## 形态特征
南昆山角蟾体型小，雄蟾体长29.9～34.9毫米，雌蟾体长39.4～41.9毫米。身体背面呈米色，躯干背面有不完整的“X”阴影，两侧有两个不连续的背外侧脊，眶间具不完全深色的三角形斑；前臂背侧具有暗带，后肢有宽阔的黑色横带；喉咙和胸部表面为黑棕色，具有猩红色的斑点；腹部后部为白色，具黑褐色和猩红色的斑点。四肢腹面为白色具棕色斑块。

## 保护
本种于2023年被收录入《有重要生态、科学、社会价值的陆生野生动物名录》。